# Batalla de Ramadi (2015-2016)
|  | Aquest article tracta sobre la recaptura de Ramadi per part de les forces governamentals iraquianes el 2015. Vegeu-ne altres significats a «Batalla de Ramadi». |

La batalla de Ramadi (2015-16) fou una batalla iniciada per les forces de l'Iraq per recuperar la ciutat de Ramadi de l'Estat Islàmic de l'Iraq i el Llevant (ISIL), que havia capturat la ciutat el 2015 en una batalla anterior. El suport aeri fou un component important de la batalla, ja que els Estats Units i altres nacions van dur a terme més de 850 atacs aeris a la zona de Ramadi des de juliol de 2015 fins a final de febrer de 2016; els Estats Units van valorar amb un 80% la contribució del poder aeri a la recuperació de la ciutat. Al febrer de 2016, les forces iraquianes van recuperar la ciutat amb èxit després de dos mesos i mig de lluites. Es preveia que caldrien uns quants mesos perquè netejar la ciutat de les bombes que hi havia deixat l'ISIL, amb un mínim de nou mesos per netejar el districte de Tamim. En aquell moment, Ramadi havia patit més danys que qualsevol altra ciutat o vila de l'Iraq.

## Antecedents

### Captura de Ramadi per l'ISIL
El 17 de maig de 2015, l'ISIL va capturar la ciutat de Ramadi, després de llançar múltiples onades d'atacs suïcides durant una tempesta de sorra, que va provocar que les forces iraquianes es retiressin de la ciutat.

### L'ofensiva d'Anbar
A la matinada del 13 de juliol de 2015, l'exèrcit iraquià, amb suport de les milícies pro-governamentals xiïtes i sunnites, va llançar una ofensiva per recuperar la governació d'Al-Anbar. Les forces iraquianes també van avançar cap a Ramadi des de l'oest i el sud. A la tarda, l'exèrcit iraquià va recapturar l'estadi olímpic a l'oest de Ramadi i va arribar també a la part oriental de la ciutat. Segons oficials iraquians, els combatents pro-governamentals també van expulsar els extremistes de les zones a l'est de Ramadi. L'11 d'agost, un alt funcionari de la coalició dirigida pels Estats Units va afirmar que les forces iraquianes havien envoltat la ciutat i es preparaven per a un assalt final. El 26 d'agost, suïcides de l'ISIL van matar dos generals de l'exèrcit iraquià i tres soldats al nord de Fal·luja.
A les acaballes de setembre, es va considerar que l'operació per recapturar Ramadi havia quedat estancada, amb les forces de seguretat iraquianes situades als afores de Ramadi, però sense poder llençar cap incursió vers la ciutat. Les disputes polítiques entre les milícies amb suport iranià l'administració Abadi també obstaculitzaven les possibles ofensives. El 25 de setembre, els Estats Units van instar l'exèrcit iraquià a accelerar l'operació, reconeixent que «els iraquians no han assolit cap avenç significatiu recentment».
A principis d'octubre, les forces iraquianes van reprendre les seves operacions a Ramadi, capturant diverses zones al nord i l'oest, incloent-hi la carretera principal a l'oest de Ramadi. El 13 d'octubre, les tropes iraquianes havien avançat 15 quilòmetres i encerclaven la ciutat, segons funcionaris nord-americans.

## Batalla

### Tancament del setge
El 25 de novembre de 2015, l'exèrcit iraquià va llançar l'ofensiva per recapturar Ramadi, tallant l'última línia de subministrament de l'ISIL a la ciutat, a través del riu Eufrates, prenent l'estratègic Pont de Palestina. Aquesta operació i a d'altres zones del nord-oest de Ramadi van rebre el suport de set atacs aeris de la Coalició. El 29 de novembre, l'exèrcit iraquià va començar a llençar fullets dins Ramadi, advertint d'una imminent ofensiva i advertint als civils que fugissin. Tanmateix, només unes poques famílies van aconseguir fugir, ja que l'ISIL havia tancat el corredor al sud-est de Ramadi establert pel govern iraquià, i l'ISIL també va bloquejar la ciutat, amenaçant de matar qualsevol que n'intentés escapar.

### La batalla pel centre de la ciutat
El 4 de desembre, les forces iraquianes van començar a avançar cap al sud-oest del districte de Tamim, des de la Universitat d'Anbar i zones del districte de Tash. El 8 de desembre, les forces iraquianes van entrar per primera vegada a la ciutat de Ramadi des de l'inici de l'ofensiva, capturant Tamim, un districte clau de la zona sud-oest de Ramadi, separat de la resta de la ciutat pel riu al-Waar, un afluent de l'Eufrates. L'exèrcit iraquià també va recuperar el centre de control de l'operació Anbar, vora el Pont de Palestina. Es va dir que la batalla havia estat un èxit rotund, ja que el portaveu iraquià del Servei de Lluita contra el Terrorisme, Sabah al-Numani, va dir a l'agència de notícies AFP que, després que les tropes llancessin el seu atac sobre Tamim, els militants de l'ISIL «no tenien més opcions que renidr-se o lluitar» i que havien estat «completament destruïts». Després dels avenços, el govern iraquià va afirmar que havia recapturat el 60% de la zona de Ramadi de mans de l'ISIL, tot i que la major part de la ciutat encara es mantenia sota el control de l'ISIL. Durant l'operació per capturar el districte de Tamim, 350 militants de l'ISIL van resultar morts per atacs aeris a la Coalició. El 10 de desembre, les forces de l'ISIL van fer esclatar la presa de Warrar, que enllaçava el centre de control de les operacions d'Anbar amb el nord-oest de la ciutat i, així, deixaven el Pont de Qassim com a últim pont practicable de la ciutat.
El 15 de desembre, dos Typhoon FGR4 de la RAF van donar suport a l'exèrcit iraquià en les seves operacions al voltant de Ramadi, i van atacar un campament de l'ISIL amb dos Paveway IV. L'endemà, els Tornados de la RAF van ajudar les tropes iraquianes a combatre l'ISIL als afores de Ramadi i van utilitzar Paveway IV per destruir posicions de metralladores pesants, un equip de franctiradors i un grup de combatents. El 18 de desembre de 2015, la 55a Brigada de les Forces Armades iraquianes va demanar un atac aeri dels Estats Units per cobrir el seu avenç, perquè els helicòpters de l'exèrcit no volarien a causa del mal temps. L'atac aeri va fallar per uns quants quilòmetres i va caure sobre l'exèrcit iraquià, matant 9 soldats, incloent-hi un oficial i un comandant de l'exèrcit.Més tard, el 20 de desembre, un altre parell de GR4 van volar en una missió de reconeixement sobre Ramadi, on van proporcionar assistència de vigilància per a un atac d'altres avions de la Coalició. Aquell mateix dia, els avions iraquians van deixar caure fullets a Ramadi i van advertir els civils que abandonessin la ciutat en 72 hores.
El 22 de desembre, les forces iraquianes van avançar cap al centre de Ramadi i es van dirigir cap al complex governamental principal. L'atac en tres fronts es va llançar des dels districtes d'Al-Tamim i al-Humaira, al sud-oest i al sud, i es dirigí vers el nord cap al districte central d'Al-Hoz i els districtes d'Andalus i al-Malab més a l'est. Les forces iraquianes havien construït un pont provisional sobre el riu al-Warrar, que els permetia travessar-lo i penetrar al sud del districte de Hoz, on van sorprendre les forces de l'ISIL. Dos parells de Tornados i un Reaper de la RAF van proporcionar als iraquians un suport aeri continu, juntament amb altres avions de coalició. Quan els combatents de l'ISIL van disparar granades propulsades per coets i foc d'armes de petit calibre a soldats iraquians que estaven atenent els ferits, els Tornados van intervenir amb un atac molt precís amb Paveway. Mentrestant, el Reaper donava suport a altres avions de la Coalició en un atac que va destruir un canó antiaeri. L'endemà van continuar els combats, mentre que s'enviaven reforços iraquians, inclosos els combatents sunnites formats per Estats Units, per tal d'assegurar les parts ja capturades de Ramadi; així, la primera onada de tropes podia continuar avançant cap al complex governamental al centre de la ciutat. El 23 de desembre, dos atacs de Tornado GR4 es van centrar en tres grups de terroristes armats amb RPG, una posició de franctiradors, un grup de l'ISIS en combat cos a cos amb tropes iraquianes i un gran grup de 17 terroristes. El 25 de desembre, les forces tribals iraquianes aliades havien aconseguit entrar al districte d'Al-Haouz i també eren a uns 500 metres del complex governamental. El 26 de desembre, les forces iraquianes van capturar l'embassament de Ramadi, al nord-oest de la ciutat, i van evacuar 120 famílies de civils de la ciutat.
El 27 de desembre, l'exèrcit iraquià va capturar el complex governamental, acció amb la qual es va declarar la victòria a Ramadi i es va garantir el control del centre de la ciutat. Es va dir que els militants de l'ISIL havien fugit cap al nord-est; no obstant això, encara ho havia enfrontaments cap al sud-oest del complex, on hi havia bosses de resistència de l'ISIL. El 28 de desembre, les forces iraquianes van recuperar completament el centre de la ciutat, després que les forces de l'ISIL que hi quedaven es retiressin del complex governamental i de les zones properes del districte de Hoz. Tot i així, el mateix dia, es va confirmar que l'ISIL encara controlava el 30% de la ciutat. El 29 de desembre, Typhoon i Tornado GR4 de la RAF van operar sobre Ramadi mentre les forces iraquianes anaven tancant les bosses restants de militants de l'ISIL. Els Typhoon van bombardejar dues posicions de metralladores, mentre que els Tornado van dur a terme tres atacs sobre dos nius de metralladora i un punt fortificat. Malgrat el mal temps i la presència de soldats iraquians molt propers als objectius, una planificació acurada i els sistemes de guiatge de les bombes Paveway IV van permetre que tots els atacs tinguessin èxit sense posar en risc les forces pròpies. Durant la setmana de l'última ofensiva al centre de Ramadi, uns 400 combatents de l'ISIL van resultar morts.

### Neteja de la ciutat
El 30 de desembre de 2015, el primer ministre iraquià Haider al-Abadi va visitar Ramadi i va hissar la bandera iraquiana al complex governamental. Durant la visita, les forces de l'ISIL, situades en una part de la ciutat que encara era sota el seu control, van disparar tres salves de morter a la seva posició; van caure a 500 metres de distància, però l'incident va obligar al-Abadi a abandonar la zona. Les baixes de l'ISIL durant la batalla van ser elevades, mentre que les baixes de l'exèrcit iraquí van ser relativament moderades. El 31 de desembre, l'ISIL va executar 40 civils que intentaven fugir de la ciutat a zones controlades per l'exèrcit iraquià. El 3 de gener de 2016, l'ISIL va atacar i va capturar breument una base de l'exèrcit iraquià de la 10a divisió a Al Tarah, usant cotxes suïcides i combatents amb cinturons explosius. No obstant això, l'exèrcit iraquià va recuperar la base amb l'ajut d'atacs aeris de la coalició el mateix dia. Tres soldats iraquians van morir i 17 van resultar ferits en l'atac. En aquells mateixos dies, els Estats Units van estimar que encara hi havia 700 militants de l'ISIL a les bosses del centre i de l'est de Ramadi, xifra confirmada per funcionaris iraquians. El 3 de gener de 2016, el govern iraquià va declarar que havia recapturat el 80% de la ciutat de Ramadi i que les úniques bosses de resistència de l'ISIL a la ciutat es trobaven a les zones d'al-Malab i el carrer 20. El 4 de gener, un funcionari britànic va declarar que el nombre de militants de l'ISIL que restaven a Ramadi s'havia reduït a uns 400 combatents. Els Tornado de la RAF van proporcionar suport aeri a l'exèrcit iraquià mentre continuaven les operacions per eliminar els combatents terroristes restants a Ramadi i als seus voltants.
El 5 de gener, l'exèrcit iraquià va capturar el districte de Bruwana, a la part occidental de Ramadi. El mateix dia, el govern iraquià va informar que els bombardejos aeris a la part occidental de Ramadi havien matat 250 militants de l'ISIL i van destruir 100 vehicles utilitzats per l'ISIL. Més endavant, es va revelar que el ministre de guerra de l'ISIL, Dohan al-Rawi, havia estat mort en els bombardejos. El 6 de gener, es va informar que l'ISIL va fer explotar gran part de l'Hospital General de Ramadi i que havia traslladat els civils de la zona a altres parts de la ciutat que controlaven abans de l'arribada de l'exèrcit iraquià. Més endavant, el mateix dia, el coronel nord-americà Steve Warren va declarar que uns 60 militants de l'ISIL havien estat morts a Ramadi el dia anteriro i que només hi quedava un grapat d'unitats d'ISIS, amb no més de 12 militants per grup. S'estimava que en aquest moment només restaven 300 militants de l'ISIL a Ramadi. El 7 de gener, l'exèrcit iraquià va anunciar que havia recuperat l'Hospital General de Ramadi i va arribar a la vora de la Gran Mesquita.
En aquesta dies, els militars iraquians van reduir les operacions per intentar minimitzar les baixes civils, ja que van informar que l'ISIL feia servir civils com a escuts humans. L'ISIL continuava tenint una forta presència a la zona oriental de la ciutat. El 8 de gener, l'exèrcit iraquià va recuperar el districte d'Al-Malab al sud-est de Ramadi. El mateix dia, l'ACNUDH va informar que l'exèrcit iraquià havia salvat 1.000 civils atrapats a Ramadi, que foren traslladats a camps de refugiats a Habbaniyah. L'endemà, l'exèrcit iraquià va recobrar el Districte d'Andalus, la Gran Mesquita i la Universitat Maaref, a l'est de Ramadi. El mateix dia, un atac aeri de la Coalició va matar 25 comandants de l'ISIL a l'est de Ramadi. El 10 de gener, l'exèrcit iraquià va rescatar uns altres 635 civils de l'est de Ramadi, que després van ser enviats a Habbaniyah. També es va informar que el control de l'ISIL s'havia reduït a set districtes a la perifèria oriental de Ramadi. No obstant això, les bombes deixades per l'ISIL arreu de Ramadi van frenar el progrés de les forces iraquianes a la perifèria de la ciutat i, en conseqüència, la major part de la ciutat encara quedava prohibida als civils. L'11 de gener, el govern iraquià va anunciar que el Departament de Seguretat d'Anbar havia estat recapturat. El 12 de gener, les forces iraquianes van evacuar 250 civils més dels districtes de Sajjariyah i al-Sofiyah, als afores de Ramadi. El 12 de gener, també es va informar que l'ISIL havia executat diversos combatents que havien fugit de Ramadi, cremant-los vius a la plaça de Mosul. Més endavant, es va informar que des de l'ofensiva al centre de la ciutat, a final de desembre del 2015, 600 militants de l'ISIL havien estat resultat morts.

### Neteja de la perifèria i reducció de les operacions
El 13 de gener, l'exèrcit iraquià va recuperar els districtes d'al-Sofiyah i Albu Aitha a la perifèria oriental de Ramadi, després de donar als civils dos dies per sortir de la zona. Això va deixar l'ISIL només amb el control dels districtes d'Albu Sawdah, Albu Mahl, Albu Khalifa, Albu Ghanem i Sajjariyah, als afores de Ramadi, on es va estimar que podein quedar-hi uns 200 militants de l'ISIL i fins a 700 famílies, retingudes com a ostatges. El 14 de gener, l'exèrcit iraquià va recuperar l'àrea de Sura i el districte d'Albu Sawdah. El 16 de gener, es van recuperar els districtes d'Albu Khalifa i Albu Mahl, a prop d'Al-Sofiyah. El 17 de gener, les forces iraquianes van assegurar completament el districte d'al-Sofiya, incloent-hi el barri d'Albu Ghanem. D'aquesta manera, només el districte de Sajjariyah era l'únic que controlava l'ISIL. 90 militants de l'ISIL van morir en els enfrontaments que van tenir lloc al llarg del districte d'al-Sofiyah durant els dies anteriors.  
El 18 de gener, més de 3.800 civils havien estat evacuats de Ramadi per les forces iraquianes. El 20 de gener, les forces iraquianes van començar a moure's cap a l'est, vers l'illa de Khalidiya, després de netejar els barris propers. El 21 de gener, el vicepresident nord-americà Joe Biden va felicitar les Forces de Seguretat Iraquianes per alliberar la ciutat de Ramadi del control de l'ISIL durant una reunió amb el primer ministre iraquià al-Abadi. El 22 de gener, les forces iraquianes van destruir un túnel de l'ISIL que enllaçava al-Madiq amb Husaiybah, a l'est de Ramadi. El mateix dia, les forces iraquianes van entrar al districte de Sajjariyah, i també a les zones de l'ISIL als districtes de Joab i Husaiybah, a l'est de Ramadi. També es va informar que la resistència de l'ISIL en aquestes zones era feble i que les famílies civils atrapades es trobaven allunyades del lloc dels enfrontaments. El 20 de gener es va informar que els atacs aeris dirigits pels Estats Units a Ramadi, durant la batalla pel centre de la ciutat en l'última setmana de desembre de 2015, havien matat 1.036 militants de l'ISIL.
El 23 de gener, l'ISIL va iniciar atacs suïcides a la zona Kilo 70 a l'oest de Ramadi i al Tal Msheheidah a l'est de Ramadi, i també en zones al nord de Ramadi; els enfrontaments i atacs aeris van provocar la mort de 62 militants de l'ISIL i de 48 combatents iraquians. El 24 de gener, el ministre de Defensa iraquià va dir que l'exèrcit iraquià es preparava per a una ofensiva contra Mosul i afirmà que l'exèrcit iraquià i les forces de la coalició havien derrotat l'ISIL a Ramadi. El mateix dia, el cap de la policia d'Anbar, el general Hadi Rezeig, va anunciar que les Forces de Seguretat Iraquianes havien aconseguit recuperar completament la ciutat de Ramadi. Al mateix temps, els combats es van desplaçar cap al districte de Husaiybah, a l'est de Ramadi. El 26 de gener, l'exèrcit iraquià va trobar i destruir el quarter general de l'ISIL a l'est de Ramadi, al districte d'al-Sofiyah.  
El 27 de gener, l'exèrcit iraquià va repel·lir un atac suïcida de l'ISIL al districte d'al-Sofiyah. El mateix dia, més d'una dotzena de suïcides van llançar dos atacs al nord-oest de Ramadi, matant 55 soldats iraquians i altres combatents progovernamentals, quan l'ISIL va atacar el quarter general de la 10a divisió de l'exèrcit iraquià i una caserna. El dia 28, el govern iraquià va anunciar que el 95% de la ciutat de Ramadi havia estat alliberada, i que el districte de Sajjariyah era l'única part de la ciutat sota control de l'ISIL. L'1 de febrer, l'exèrcit iraquià va llançar una ofensiva a la zona de l'illa de Khalidiya, la zona situada entre els pobles d'Albu Nasir i Albu Shajal, situats entre Ramadi i Fal·luja. El 2 de febrer, es va estimar que encara quedaven uns 300 combatents de l'ISIL al districte de Sajjariyah, a l'est de Ramadi, i a les zones properes. A principis del 4 de febrer, l'exèrcit iraquià va entrar a la part central del districte de Sajjariyah, matant a més de 17 militants de l'ISL. Més endavant, el mateix dia, l'exèrcit iraquià va recuperar totalment el districte de Sajjariyah, completant així la conquesta de la ciutat.

## Operacions posteriors
El 2 de febrer, l'exèrcit iraquià va trencar les últimes línies de subministrament entre la regió de l'illa de Khalidiya i la ciutat de Fal·luja, envoltant completament la ciutat. Això va dur a la preocupació que uns 30.000 civils atrapats a Fal·luja poguessin morir de fam, a causa de la manca de subministraments. El 4 de febrer, després que la ciutat de Ramadi fos recapturada, les operacions ofensives es van desplaçar més cap a l'est fins a la zona de l'illa de Khalidiya. El 9 de febrer, es va informar que encara hi havia militants de l'ISIL amagats en algunes terres de conreu de l'illa de Khalidiya, al nord de la vila d'Al-Khalidiya. El 10 de febrer, es va informar que l'exèrcit iraquià havia recapturat completament el districte de Khalidiya, incloent-hi l'illa. El 13 de febrer es va informar que les Forces de Seguretat Iraquianes havien eliminat 300 IED de la zona situada entre l'est de Ramadi i Khalidiya. El 14 de febrer, el Govern iraquià va informar que la zona de Sedikiyah, al districte oriental de Khalidiya, estava preparada per al retorn dels civils desplaçats, després d'haver desmantellat els IED que hi quedaven.
Es preveia que caldrien uns quants mesos per netejar completament Ramadi de les bombes deixades per l'ISIL, i nou mesos com a mínim per netejar només el districte de Tamim sense finançament addicional. També es va informar que Ramadi havia patit més danys que qualsevol altra ciutat o d'Iraq. El 16 de febrer es va descobrir una fossa comuna que contenia els cossos de 50 civils, al districte d'al-Sofiya, a l'est de Ramadi. El mateix dia, l'exèrcit iraquià va llançar una operació de neteja al districte de Hamidiyah, al nord-est del districte d'Albu Ghanem. El 19 de febrer, l'exèrcit iraquià va netejar completament el districte de Hamidiyah de les forces de l'ISIL, matant a desenes de combatents.
El 18 de febrer, es va informar que l'ISIL s'havia retirat a la ciutat de Fal·luja, després que els sunnites locals cremessin el quarter general d'Al-Hisbah i es generalitzessin els enfrontaments. El 20 de febrer, es va estimar que només 1000 civils vivien a la zona de Ramadi i els seus voltants, després dels enfrontaments durant la batalla per la ciutat. El mateix 20 de febrer, es va informar que encara hi havia alguns combatents sunnites atrapats en parts de Fal·luja, que probablement serien massacrats si el govern iraquià o la Coalició no intervenien. El 21 de febrer, la Coalició va bombardejar una reunió de l'ISIL a l'illa Khalidiya, matant 7 líders de l'ISIL; el mateix dia, l'exèrcit iraquià va començar a bombardejar les posicions de l'ISIL als afores de Fal·luja, en suport dels combatents tribals sunnites. Cap al tard del mateix dia, l'ISIL ja havia esclafat la revolta sunnita, però l'exèrcit iraquià va enviar reforços a Fal·luja com a preparació per assaltar la ciutat. El 23 de febrer, l'exèrcit iraquià va recuperar completament la ciutat d'Al-Karmah, després de destruir l'últim baluard de l'IISIL a la ciutat.
El 28 de febrer, les forces governamentals van rebutjar un atac suïcida massiu de l'ISIL a Abu Ghraib i a l'oest de Bagdad, l'atac més gran dut a terme pel grup a la zona en gairebé dos anys. L'assalt va provocar la mort de 30 militants de l'ISIL i de 30 soldats iraquians. Finalment, el 26 de juny de 2016, l'exèrcit iraquià va recuperar completament Fal·luja i un comandant iraquià va declarar que quedava «completament alliberada» de l'ISIS.